# 切奇利娅·加莱拉尼
切奇利娅·加莱拉尼（義大利語：Cecilia Galerani，1473年—1536年），米兰公爵卢多维科·斯福尔扎的情妇。
意大利画家莱奥纳尔多·达芬奇的作品《抱银鼠的女子》中的人物即切奇利娅。